# Drosophila meitanensis
Drosophila meitanensis är en tvåvingeart som beskrevs av Tan, Hsu och Mao-Ling Sheng 1949. Drosophila meitanensis ingår i släktet Drosophila och familjen daggflugor.
Artens utbredningsområde är provinsen Guizhou i Kina.